# Kommissar Lohmann
Kommissar Lohmann ist eine Filmfigur, die vom Regisseur und Drehbuchautor Fritz Lang und von der Drehbuchautorin Thea von Harbou erstmals für den Film M geschaffen und von den Regisseuren Harald Reinl und Werner Klingler übernommen wurde. In "M" und "Testament des Dr Mabuse" hat Lohmann deutliche Parallelen zu Ernst Gennat, der in Berlin die erste Mordkommission weltweit schuf. Die Figur tritt in folgenden Filmen auf:
- M (DEU 1931)
- Das Testament des Dr. Mabuse (DEU 1933)
- Im Stahlnetz des Dr. Mabuse (BRD, FRA, ITA 1961)
- Das Testament des Dr. Mabuse (BRD 1962)

Ungewöhnlich an der Figur des Kommissar Lohmann ist, dass sie in Filmen vorkommt, die inhaltlich in keiner Verbindung zueinander stehen: Die Mabuse-Filme haben keinen Bezug zu M. Im Vergleich zu M wird die Rolle des Kommissars eher noch größer. Die Rolle des Kommissar Lohmann wurde von zwei der zu ihrer Zeit jeweils bekanntesten deutschen Schauspielern verkörpert: Otto Wernicke und Gert Fröbe.
Trotz unterschiedlicher Topoi und unterschiedlicher Gestaltung der Filme ist die Figur des Kommissar Lohmann konstant. Der in den ersten beiden „Lohmann-Filmen“ die Figur spielende Otto Wernicke galt seit den 1930er Jahren als herausragender Schauspieler.
Der Wert dieser Figur wurde nach Die 1000 Augen des Dr. Mabuse von 1960, in dem die Figur des Kommissar Lohmann nicht vorkam, erkannt und in den nachfolgenden Dr.-Mabuse-Filmen nicht nur genutzt, sondern in der Person des Gert Fröbe mit einem der damals auch international anerkanntesten deutschen Schauspieler prominent besetzt.
In den „Wernicke-Filmen“ wird die Figur anders charakterisiert als in den „Fröbe-Filmen“. Während Wernicke den Kommissar Lohmann als Typus des harten, prinzipienfesten, aber mitfühlenden und sich der sozialen Problematik seiner Zeit gegenüber aufgeschlossenen Kriminalkommissars spielt, dem selbst in der kriminellen Unterwelt der Ruf eines harten Hundes vorausgeht, wird die Rolle von Gert Fröbe als intelligenter, zuweilen intellektueller und abgeklärter Bürokrat definiert.
Als reales Vorbild für Kommissar Lohmann gilt der Berliner Kriminalpolizist Ernst Gennat.
Die Hauptfigur in Arthur Millers Tod eines Handlungsreisenden heißt Loman, und Miller selbst gab an, den Namen aus Das Testament des Dr. Mabuse übernommen zu haben. In seiner Autobiographie Timebends: A Life schreibt er:

“What the name really meant to me was a terror-stricken man calling into the void for help that will never come.”

„Der Name bezeichnete für mich in Wirklichkeit einen vom Schrecken überwältigten Mann, der in die Leere hinein um Hilfe ruft, die niemals kommen wird.“